# جبل‌کندی (ارومیه)
جَبَل‌کَندی یک روستا در ایران است که در دهستان ترکمان واقع شده‌است.
براساس سرشماری مرکز آمار ایران در سال ۱۳۹۵، جمعیت این روستا برابر با ۴۹۳ نفر (۱۲۴ خانوار) بوده است.